# Xylocopa grossa
Xylocopa grossa là một loài Hymenoptera trong họ Apidae. Loài này được Drury mô tả khoa học năm 1770.